# Just be conscious
《Just be conscious》是日本女性聲優林原惠的第13張單曲。1996年7月5日由STARCHILD（King Records旗下公司）發行。

## 簡介
同名標題曲「Just be conscious」是1996年8月3日在日本上映的電影動畫《秀逗魔導士 RETURN》選用的主題歌曲。還有，該歌曲是同名動畫系列作品主角莉娜·因巴斯的聲優、林原惠以該角色生活方式的設定做為歌詞填寫的主題。並表示，莉娜在故事中的表現也包含在這首歌曲的歌詞中。
該單曲發行之後的首週，在Oricon排行榜中創下第11名的最高紀錄，也是至2007年為止在林原惠個人的歷年單曲銷售成績排名中，夾在《Give a reason》（在Oricon中排名第9）和《don't be discouraged》（在Oricon中排名第4）之間的單曲。

## 收錄歌曲
1. Just be conscious [4:38]
作詞：MEGUMI，作曲：佐藤英敏，編曲：添田啓二，合音編曲：奧井雅美
  - 東映配給電影動畫《秀逗魔導士 RETURN》主題歌
2. RUN ALL THE WAY! [4:55]
作詞：有森聰美（日语：有森聡美），作曲、編曲：大森俊之
  - 東映配給電影動畫《秀逗魔導士RETURN》形象歌曲
  - OVA《秀逗魔導士 SPECIAL》第3話劇中插入歌（1997年）
3. Just be conscious（off vocal version）
4. RUN ALL THE WAY！（off vocal version）

## 收錄專輯
| 曲名              | 收錄專輯              | 發行日期      | 備註                                                       |
| ----------------- | --------------------- | ------------- | ---------------------------------------------------------- |
| Just be conscious | 《Iravati》           | 1997年8月6日  | 林原惠的第8張原創專輯                                      |
| Just be conscious | 《秀逗魔導士MEGUMIX》 | 2008年6月25日 | 集結林原惠與《秀逗魔導士》相關歌曲的精選專輯               |
| RUN ALL THE WAY！ | 《Iravati》           | 1997年8月6日  | 林原惠的第8張原創專輯 以Fire Ball Groove Mix的混音方式收錄 |